# Vallée-du-Ntem
Vallée-du-Ntem ist ein Département der Region Sud in Kamerun.
Auf einer Fläche von 7303 km² leben nach der Volkszählung 2001 64.747 Einwohner. Die Hauptstadt ist Ambam.

## Gemeinden
- Ambam
- Ma’an
- Olamze